# ジ・アドヴェンチャーズ・オブ・トゥイズル
ジ・アドヴェンチャーズ・オブ・トゥイズル（The Adventures of Twizzle、トゥイズルの冒険）は、1957年にイギリスでジェリー・アンダーソンが作った、子供向けテレビ人形劇である。白黒作品で、日本では公開されていない。

## 概要

### 梗概
手足を自由にのばせる人形トゥイズルは、高価な玩具だが、しつこく売ってほしいとやってくる少女に根負けしたおもちゃ屋の店主が2シリングで売ろうとする。トゥイズルはおもちゃ屋の店主と少女から逃げ出し猫の人形フッツォと出会う。フッツォは手足が大きいことでからかわれるのが嫌で逃げ出してきた。以降のエピソードでは二人がおもちゃが平和に暮らせる街「ストレイ・タウン」を作ろうとする。

### 製作
ポリテクニック・フィルムズでカメラマンのアーサー・プロヴィスとともにピーター・コリンズによる『You’ve Never Seen This』を製作していたジェリー・アンダーソンは、1956年3月そこの仲間（アンダーソン、プロヴィス、レッド・ファーデラー、オーナー・スミス・モリス）とともにダグラス・ドップスの出資のもと新会社ペンタゴン・フィルムズを立ち上げた。当時のイギリスは民放のITVが放送を開始した時期であり、その放映番組には『The Adventures of Noddy』があった。ケロッグ社は自社の宣伝にノディを使うことを決め、そのコマーシャルの製作依頼を出した先がペンタゴン・フィルムズであった。こうして人形劇と出会い短編『Here Comes Candy』なども製作していたが、これらが絵本作家ロバータ・リーの目に留まった。彼女は自身が製作したキャラクターが動いているのを見たいと考え、テレビ化を考えていた。
ロバータ・リーが連絡をとった頃、プロヴィスとアンダーソンは同僚たちに幻滅していてペンタゴン・フィルムズの退社を決めていた。二人は1957年夏に退社した後即座に新会社APフィルムズ（アンダーソン＝プロヴィス）を設立した。この新会社に雇われたのがペンタゴン・フィルムズの美術・特撮の経験があるレッジ・ヒル、カメラ技師のジョン・リード、そしてそこにタイピストのバイトとして入社したシルヴィア・タムだった。この5人は筆頭株主ともなった。
人形を人間の生き写しと考えたアンダーソンは、従来の人形劇で行われていた、平面的なセットの前で人形が固定されたアングルで撮影されるものを一新し、三次元的セットの中で人形がロング・ショットやクロース・ショットを用いて撮影された。このために、従来は背景の後ろからせり出していた人形師達は1.8メートルの高さに築かれたブリッジの上から操演することとなった。人形の製作のために有名な人形師ジョイ・ローリーに連絡が行った。製作された試作品は張り子のように眼と口は描かれたもので動かなかった。その後ローリーの人形の会社から人形師のマレー・クラークとクリスティーン・グランヴィルが派遣された。クリスティーン・グランヴィルはこの後『ロンドン指令X』までの全ての人形劇作品と『地球防衛軍テラホークス』でアンダーソン作品に関わる。
アンダーソンらは拠点をバッキンガムシャーのメイデンヘッド郊外にあるマナーハウスのアイレット・パークに構え、ここで製作を行った。予算は一話あたり450ポンドだった。舞踏室がスタジオとして使われたが専用のスタジオではないため、天井の漆喰の飾りが人形師を直撃した。
声優にはノディの声も担当した女優のデニース・ブライヤーが猫のフッツォに起用された。アーサー・プロヴィスやデイヴィッド・エリオットは彼女のフッツォを覚えていて、ブライヤーは「まだ誰かが覚えているなんて面白い」と笑っている。トゥイズル役にはナンシー・ネヴィンソンが、男性の声にはフランク・ダンカンが起用された。ブライヤーとネヴィンソンは後年のアンダーソン作品にも出演し、ブライヤーは『地球防衛軍テラホークス』でゼルダの声を、ネヴィンソンは『謎の円盤UFO』の「人間ロボット殺人計画」に出てくるグレイの大家の役をそれぞれ担当している。
編集には既にジェリー・アンダーソンと仕事の経験のあったデイヴィッド・エリオットが招かれた。デイヴィッド・エリオットはこの後『サンダーバード』の「クラッブロガーの暴走」までアンダーソン作品に関わることとなる。またパートタイム労働者のセット製作補助者としてデレク・メディングスも働き始めた。
ロバータ・リーは自らの歌を録音する時にイギリスの国民的歌手ヴェラ・リンに歌ってもらったことがあり、リンのピアニスト兼編曲家がバリー・グレイであった。しかしリーはグレイに作曲をさせずに、友人のレズリー・クレアの鼻歌をオーケストラに編曲させる音楽監督の役目を依頼した。こうして1957年9月6日にエルツリーのゲート・スタジオで13人の演奏者によって録音が行われ、その中にはバート・ウィードンもいた。
こうして後年のアンダーソン作品に関わるスタッフの多くが、ここに集まった。

### 放映
放送は、ロバータ・リーからの依頼通り1957年11月から始まった。APフィルムズ設立から数ヶ月後のことであった。放送が始まっても製作は続き、一日一話の撮影を目標にし、全てが完了したのは1958年1月のことであった。撮影が完了した後もデイヴィッド・エリオットは編集のため残ったが、一度チームは解散された。ロバータ・リーは次回作も依頼しようとしていたが、まずは予算の確保が喫緊の課題とされ、残ったアンダーソン、プロヴィス、ヒル、リード、タムは外部の仕事を請け負った。この際ジェリー・アンダーソンは『Martin Kane — Private Investigator』の「The Film Studio Story」を監督し、ここでデイヴィッド・グレアムと出会っている。

## 各話リスト
放映日は全てアソシエイテッド＝レディフュージョン局のものである。
| 話数 | 題名                                     | 英国初回放送日 | 監督                   | 脚本           |
| ---- | ---------------------------------------- | -------------- | ---------------------- | -------------- |
| 1    | Twizzle and Footso                       | 57年11月13日   | ジェリー・アンダーソン | ロバータ・リー |
| 2    | Twizzle and Footso Get Caught            | 57年11月20日   | 不明                   | 不明           |
| 3    | Twizzle Saves the Doll                   | 57年11月27日   | 不明                   | 不明           |
| 4    | The Breakdown Van                        | 57年12月04日   | 不明                   | 不明           |
| 5    | Footso Is Stolen                         | 57年12月11日   | 不明                   | 不明           |
| 6    | Twizzle and the Golliwog                 | 57年12月18日   | 不明                   | 不明           |
| 7    | Jiffy and the Chawky Quarrel             | 57年12月31日   | 不明                   | 不明           |
| 8    | Footso Disappears                        | 58年01月07日   | 不明                   | 不明           |
| 9    | Twizzle and the Broken-Down Toy          | 58年01月14日   | 不明                   | 不明           |
| 10   | Twizzle Builds Stray Town                | 58年01月21日   | 不明                   | 不明           |
| 11   | A Flag for Stray Town                    | 58年01月28日   | 不明                   | 不明           |
| 12   | Jiffy’s New House                        | 58年02月04日   | 不明                   | 不明           |
| 13   | Twizzle and Footso Go Fruit Picking      | 58年02月11日   | 不明                   | 不明           |
| 14   | Twizzle Has Some Fun                     | 58年02月18日   | 不明                   | 不明           |
| 15   | Twizzle and Candy Floss Open a Cake Shop | 58年02月25日   | 不明                   | 不明           |
| 16   | Twizzle Saves the Broken-Down Toys       | 58年03月04日   | 不明                   | 不明           |
| 17   | Twizzle Gets Lost                        | 58年03月11日   | 不明                   | 不明           |
| 18   | Jiffy Opens a Barber’s Shop              | 58年03月18日   | 不明                   | 不明           |
| 19   | Another Racing Car                       | 58年03月25日   | 不明                   | 不明           |
| 20   | Twizzle and His Friends Go to the Circus | 58年04月01日   | 不明                   | 不明           |
| 21   | The Toys Go to School                    | 58年04月08日   | 不明                   | 不明           |
| 22   | Bouncy the Ball                          | 58年04月15日   | 不明                   | 不明           |
| 23   | Jack-In-The-Box                          | 58年04月22日   | 不明                   | 不明           |
| 24   | Twizzle Catches Cold                     | 58年04月29日   | 不明                   | 不明           |
| 25   | The Naughty Girl                         | 58年05月06日   | 不明                   | 不明           |
| 26   | Jiffy’s New Twigs                        | 58年05月13日   | 不明                   | 不明           |
| 27   | Twizzle and the Snowman                  | 58年05月20日   | 不明                   | 不明           |
| 28   | Twizzle and the Thin Teddy Bear          | 58年06月03日   | 不明                   | 不明           |
| 29   | The Lazy Broomstick Man                  | 58年06月10日   | 不明                   | 不明           |
| 30   | Twizzle and the Polly Moppet             | 58年06月17日   | 不明                   | 不明           |
| 31   | Footso and the Magic Seeds               | 58年07月08日   | 不明                   | 不明           |
| 32   | Footso Has Toothache                     | 58年07月15日   | 不明                   | 不明           |
| 33   | Jiffy and the Polly Moppet Quarrel       | 58年07月22日   | 不明                   | 不明           |
| 34   | Footso Gets a New Tail                   | 58年07月29日   | 不明                   | 不明           |
| 35   | Twizzle Is Naughty                       | 58年08月05日   | 不明                   | 不明           |
| 36   | Twizzle Is Stolen                        | 58年08月12日   | 不明                   | 不明           |
| 37   | Twizzle and the Naughty Breakdown Van    | 58年08月19日   | 不明                   | 不明           |
| 38   | Twizzle And The Toy Inspector            | 58年08月26日   | 不明                   | 不明           |
| 39   | Chawky Gets a Present                    | 58年09月02日   | 不明                   | 不明           |
| 40   | Jiffy’s Birthday                         | 58年09月09日   | 不明                   | 不明           |
| 41   | Orange and the Banana Tree               | 58年09月17日   | 不明                   | 不明           |
| 42   | Stray Town Thief                         | 58年09月24日   | 不明                   | 不明           |
| 43   | Footso and the Naughty Girl              | 58年10月01日   | 不明                   | 不明           |
| 44   | Naughty Polly Moppet                     | 58年10月08日   | 不明                   | 不明           |
| 45   | Polly Moppet Disappears                  | 58年10月15日   | 不明                   | 不明           |
| 46   | Twizzle Goes Fishing                     | 58年10月22日   | 不明                   | 不明           |
| 47   | Twizzle Goes to the Fair                 | 58年10月29日   | 不明                   | 不明           |
| 48   | Twizzle Goes to the Seaside              | 58年11月05日   | 不明                   | 不明           |
| 49   | Twizzle Goes Camping                     | 58年11月12日   | 不明                   | 不明           |
| 50   | Twizzle Goes to the Zoo                  | 58年11月19日   | 不明                   | 不明           |
| 51   | Twizzle Papers the Cabin                 | 58年11月26日   | 不明                   | 不明           |
| 52   | Candy Floss Has a Birthday               | 59年06月10日   | 不明                   | 不明           |

## ソフト
現在は第1話が現存するのみで、後年ロバータ・リーが製作に関わった人形劇『スペース・パトロール』のDVDに特典として収められた。

## その他
本作のスチル写真は日本での公開例が大変少ないが、次の『トーチー・ザ・バッテリー・ボーイ』からは一定数以上の枚数が公開されている。

### 注
1. ↑  ポリテクニック・フィルムズが破産したとする文献もあるが、英国会社登記によれば1968年に解散している[3]。
2. ↑  ペンタゴン・フィルムズも即座に会社清算とはならず1968年にポリテクニック・フィルムズとともに解体されている[8]。